# Grand Prix automobile de Belgique 1961
GP précédent GP suivant
Le Grand Prix de Belgique 1961 (XXIe Grand Prix de Belgique / XXI Grote Prijs van Belgie), disputé sur le circuit de Spa-Francorchamps le 18 juin 1961, est la quatre-vingt-dix-septième épreuve du championnat du monde de Formule 1 courue depuis 1950 et la troisième manche du championnat 1961.

## Contexte avant la course

### Le championnat du monde
La saison 1961 correspond à l'introduction de la nouvelle Formule 1 1 500 cm3, effective à partir du premier janvier. Cette nouvelle formule, très proche de l'ancienne Formule 2 en vigueur de 1957 à 1960, a remplacé la précédente réglementation autorisant une cylindrée de 2 500 cm3 (moteur atmosphérique) ou de 750 cm3 (moteur suralimenté).
- Principaux points de la nouvelle réglementation :
- interdiction des moteurs suralimentés
- cylindrée minimale : 1 300 cm3
- cylindrée maximale : 1 500 cm3
- poids minimal : 450 kg (à sec)
- double circuit de freinage obligatoire
- arceau de sécurité obligatoire (le haut du cerceau devant dépasser le casque du pilote)
- démarreur de bord obligatoire
- carburant commercial
- ravitaillement en huile interdit durant la course

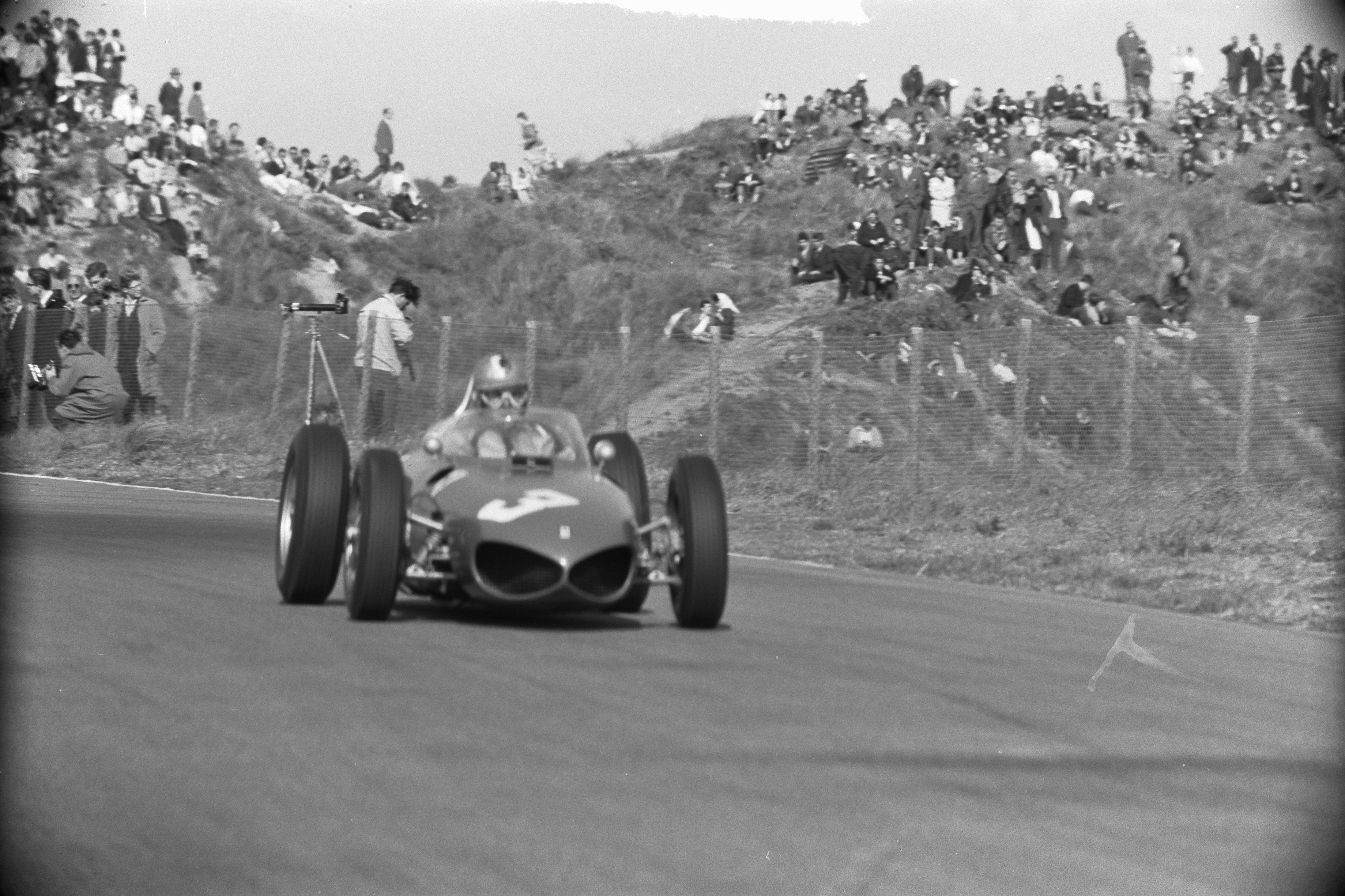
La Ferrari 156 a démontré sa supériorité à Zandvoort, où Wolfgang von Trips (sur la photo) s'est imposé devant son coéquipier Phil Hill.

La nouvelle formule ayant été annoncée officiellement le 28 octobre 1958 par le président de la Commission sportive internationale (CSI), Monsieur Pérouse, les constructeurs disposaient de deux ans pour développer leurs nouvelles monoplaces. Toutefois les concurrents britanniques, opposés à la réduction de la cylindrée et à l'augmentation du poids minimal, ont perdu deux ans à tenter de faire revenir la CSI sur sa décision et ont de ce fait tardé à mettre en chantier de nouveaux moteurs. Aussi, en ce début de saison, seule la Scuderia Ferrari dispose-t-elle d'un modèle à moteur V6 parfaitement au point, alors que ses concurrents britanniques ont conçu tardivement leurs châssis, adaptés à la version 1 500 cm3 du quatre cylindres Coventry Climax FPF dont la conception remonte à 1956, le seul moteur dont ils disposent. Encouragé par ses bons résultats en Formule 2 les saisons précédentes, Ferry Porsche a également décidé de se lancer en F1, utilisant cette année une évolution de ses anciennes F2, la nouvelle monoplace à moteur huit cylindres de la marque allemande n'étant pas attendue, au mieux, avant l'automne.
Après la victoire surprise de Stirling Moss à Monaco, où avec une monoplace rendant trente chevaux aux Ferrari et vingt aux Porsche le pilote britannique avait réussi à contenir tous ses adversaires, les monoplaces italiennes ont affiché leur supériorité dans l'épreuve suivante, obtenant un brillant doublé sur la piste de Zandvoort. Aussi seront-elles largement favorites sur le très rapide circuit de Spa-Francorchamps, où la puissance prévaut.

### Le circuit

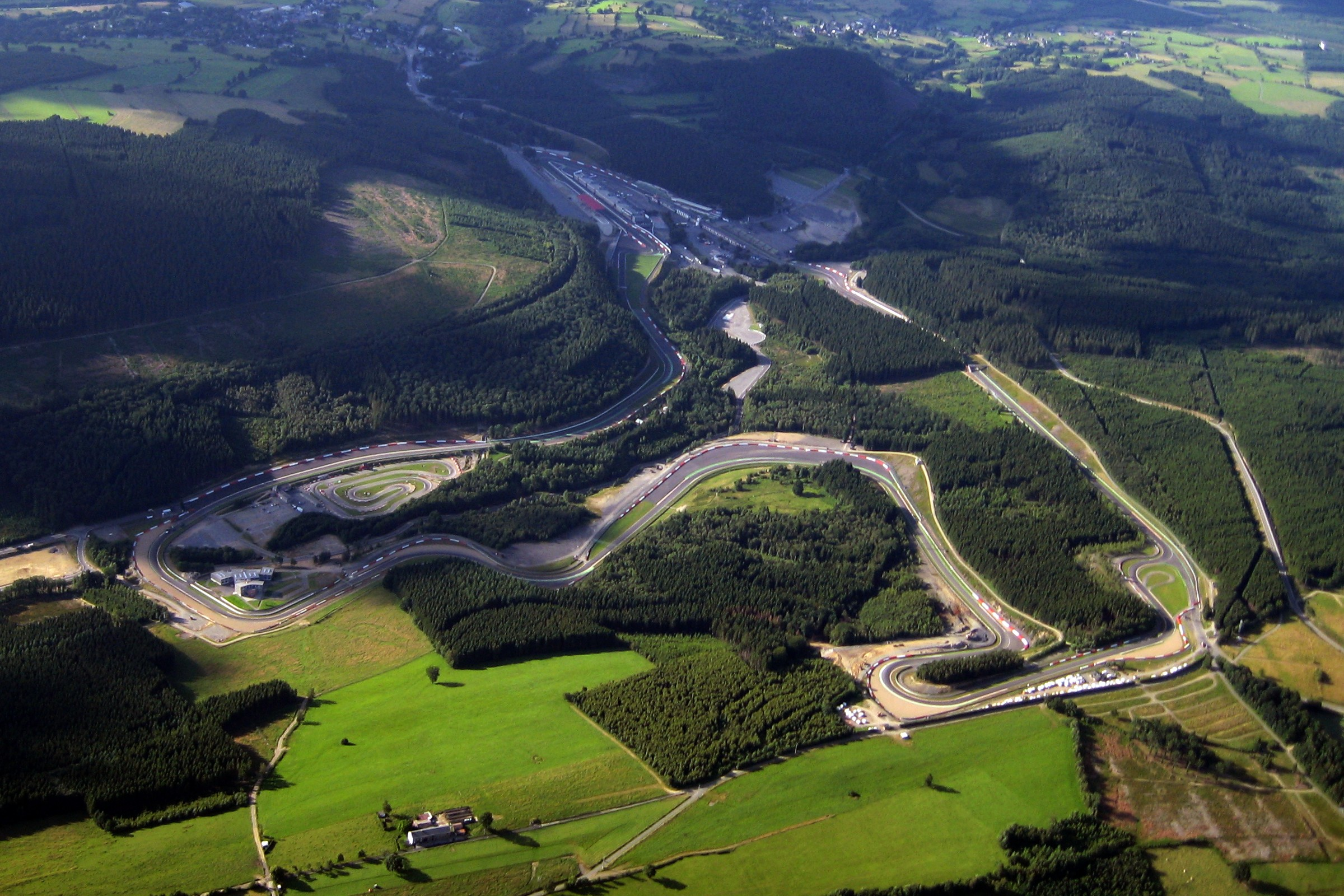
Une vue du circuit permanent dans les années 2000. Il emprunte une partie du tracé routier utilisé jusqu'en 1978 (au fond, le virage de la Source).

Inauguré en juillet 1924 à l'occasion d’une course d'endurance de vingt-quatre heures remportée par une Bignan, le circuit routier de Spa-Francorchamps, situé en bordure des Hautes Fagnes, est constitué de trois tronçons : une portion quatre kilomètres entre Francorchamps et Malmedy (empruntant la Nationale 62), une de quatre kilomètres et demi entre Malmedy et Stavelot et une de cinq kilomètres et demi, entre Stavelot et Francorchamps, cette configuration donnant un aspect triangulaire au tracé. D'une longueur totale de plus de quatorze kilomètres, c'est l'un des plus longs circuits de formule 1. Son relief très marqué, comprenant une pente de 17%, se caractérise par un dénivelé de plus de cent-soixante mètres entre le point culminant (Haut de la côte, 465 mètres d'altitude) et le point le plus bas (Virage de Stavelot, 302 mètres d'altitude). Composé essentiellement de grandes courbes, il ne comporte qu'un seul virage serré, l'épingle de la Source, cent mètres avant la ligne d'arrivée. Les moyennes y sont donc très élevées, le record officiel de la piste s'établissant à près de 219 km/h de moyenne, record établi par plusieurs pilotes lors du Grand Prix de Belgique 1960. Aux essais, le champion du monde Jack Brabham avait alors tourné à plus de 220 km/h au volant de sa Cooper.

## Monoplaces en lice
- Cooper T55 "Usine"

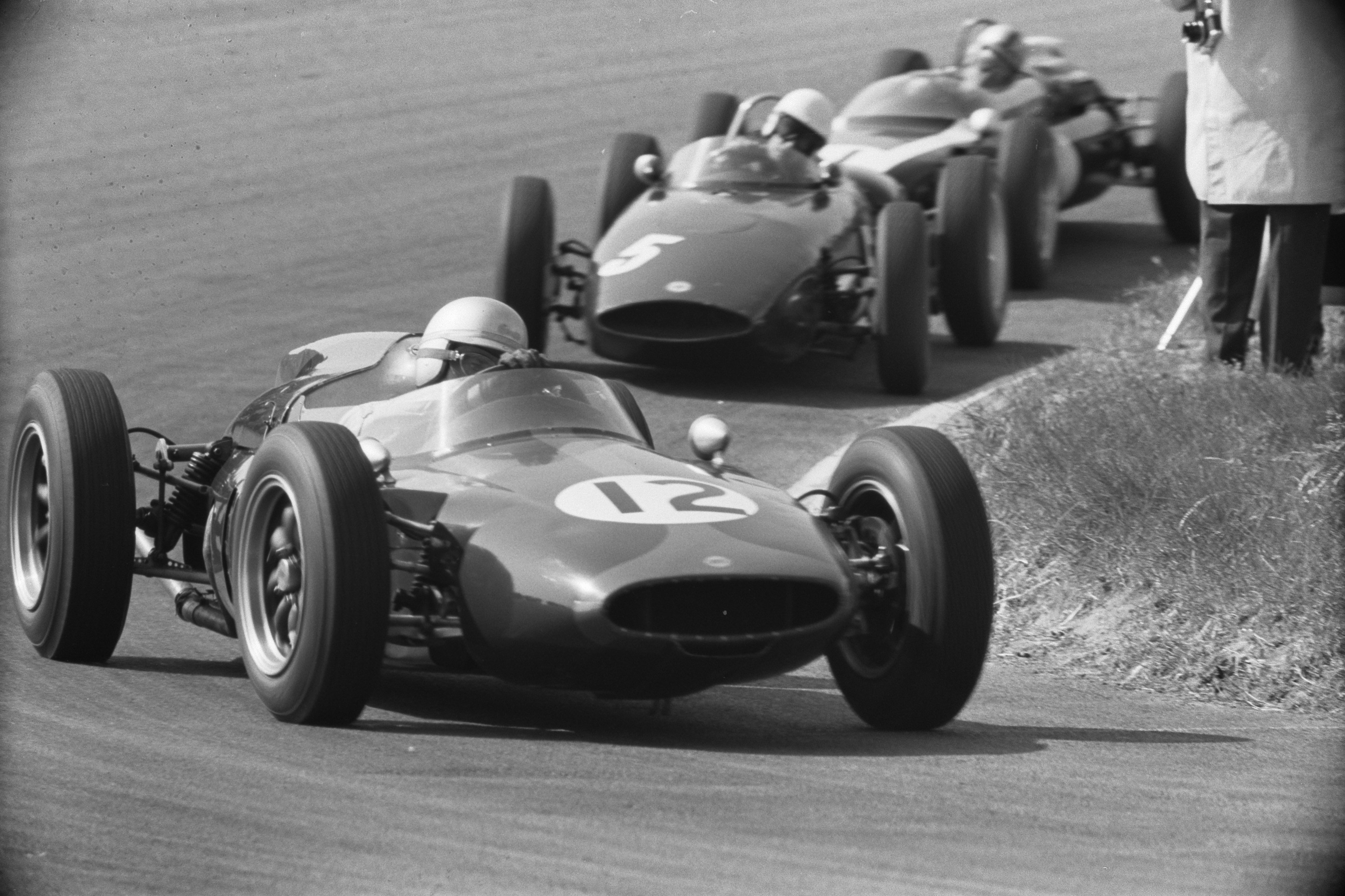
John Surtees au volant de la Cooper T53 du Yeoman Credit Racing Team lors du Grand Prix des Pays-Bas.

Modèle de transition dérivé de la T53 championne du monde en 1960, la Cooper T55 est équipée du moteur Coventry Climax FPF ; son montage incliné avec points d'ancrage positionnés très bas permet une ligne de carrosserie très fine. La boîte de vitesses à six rapports a été conçue à l'usine. En version MkII, le moteur quatre cylindres FPF à double arbre à cames en tête développe 152 chevaux à 7600 tr/min, soit un déficit d'une quarantaine de chevaux par rapport à la dernière version du V6 Ferrari. Malgré un poids réduit à 465 kg, les Cooper n'occupent plus le devant de la scène en ce début de saison, le constructeur attendant beaucoup du futur moteur Climax V8 annoncé pour le milieu de l'été. Deux T55 ont été engagées pour Jack Brabham et Bruce McLaren.
- Cooper T53 & T51 privées

Le Yeoman Credit Racing Team, dirigé par Reg Parnell, aligne une T53 à moteur Coventry Climax FPF MkII, à boîte cinq vitesses, pour son pilote John Surtees. Masten Gregory dispose d'un modèle identique, au sein de l'écurie Camoradi International, tout comme Jackie Lewis qui fait ses débuts en championnat du monde avec sa T53 personnelle engagée par l'équipe H&L Motors. C'est aussi la première apparition en championnat pour Lorenzo Bandini, avec la T53 de la Scuderia Centro Sud, équipée d'un moteur de Maserati 150S (quatre cylindres, 1 484 cm3, 142 chevaux à 7500 tr/min). Vétéran du plateau, Maurice Trintignant pilote l'ancienne Cooper T51 de la Scuderia Serenissima, également équipée du moteur Maserati.
- Lotus 21 "Usine"

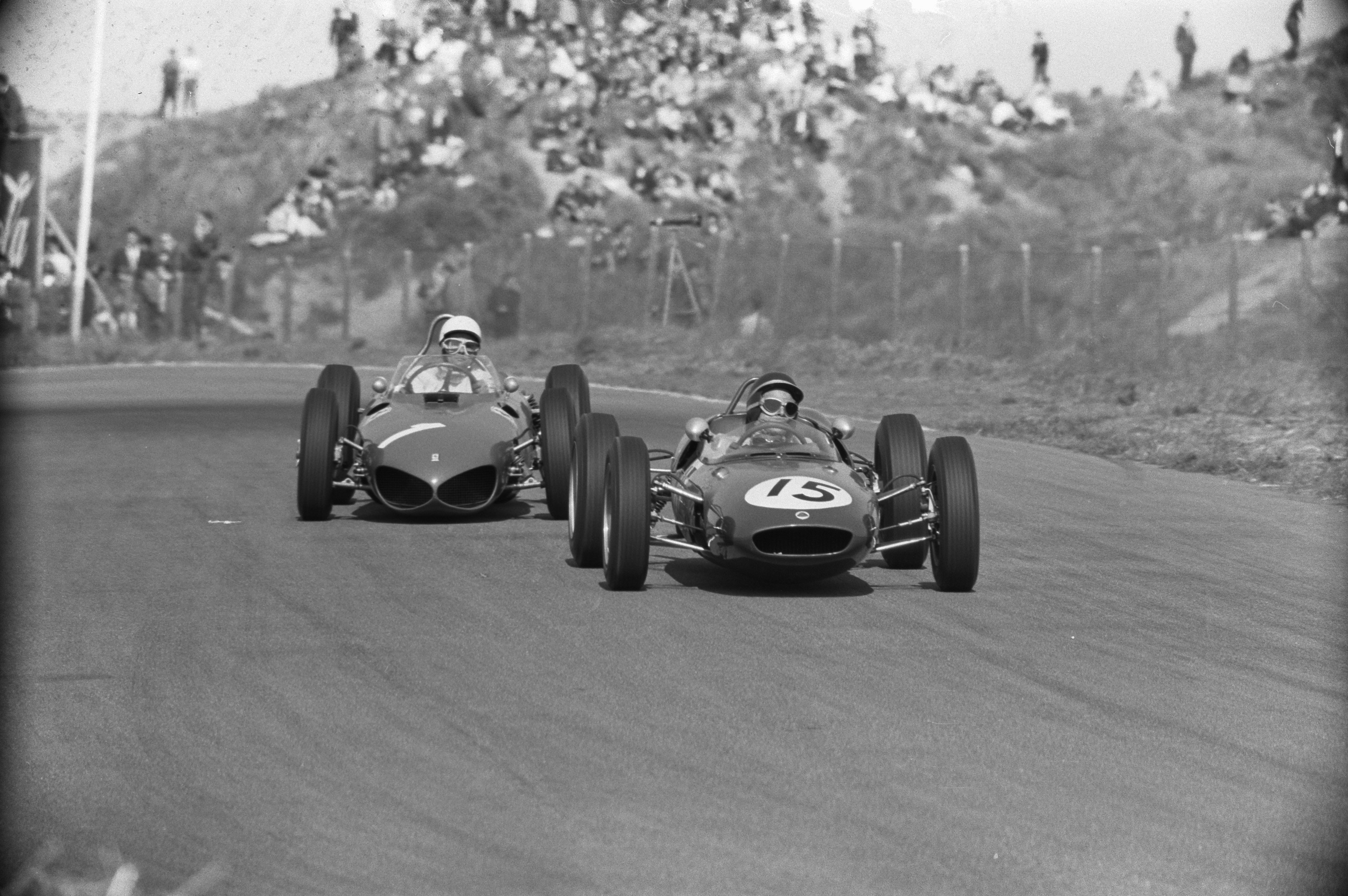
La Lotus 21, ici aux mains de Jim Clark lors du Grand Prix des Pays-Bas.

Bien qu'utilisant un châssis étroitement dérivé de la Lotus 18 de la saison passée, la 21 possède une ligne beaucoup plus aérodynamique, copiée sur la Lotus 20 de Formule junior, finesse accentuée par une suspension avant carénée. Malgré la modeste puissance du moteur Climax FPF MkII (152 chevaux), elle bénéficie d'une vitesse de pointe correcte. Elle est équipée d'une boîte de vitesses ZF à cinq rapports. L'ensemble pèse 455 kg à vide. L'usine a préparé deux 21 pour Jim Clark et Innes Ireland, ce dernier effectuant sa rentrée après son sérieux accident aux essais du Grand Prix de Monaco, et la Lotus 18 confiée à Trevor Taylor à Zandvoort sert de mulet à l'équipe.
- Lotus 18 privées

Son pilote Stirling Moss étant soutenu par Esso, Rob Walker n'a pu acquérir le dernier modèle du Team Lotus, l'équipe de Colin Chapman étant contractuellement liée au pétrolier BP. Aussi Moss effectue-t-il cette saison avec la Lotus 18 de la saison dernière. Le chef mécanicien de l'équipe, Alf Francis, est toutefois parvenu à modifier la carrosserie et la voiture a pris l'aspect de la Lotus 21, nettement plus aérodynamique que sa devancière. Utilisant le moteur Climax FPF MkII, elle est rebaptisée Lotus 18/21. Quatre autres Lotus 18, avec carrosserie d'origine, sont présentes : celle de l'équipe UDT Laystall que se partageront Cliff Allison et Henry Taylor, celle de la Scuderia Colonia pour Wolfgang Seidel, celle de Camoradi International pour Ian Burgess et celle de Tony Marsh, engagé à titre privé. Seule celle de l'équipe UDT Laystall dispose de la version MkII du moteur Climax, les trois autres utilisant la précédente version MKI (143 chevaux).
- Ferrari 156 "Usine"

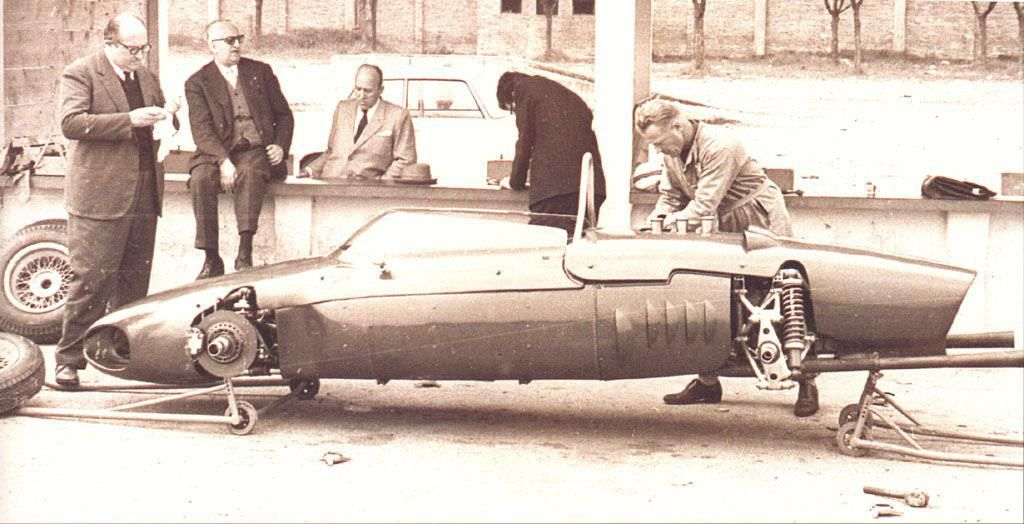
La ligne de la Ferrari 156 F1 a été étudiée en soufflerie. Ici un des tout premiers modèles, encore équipé de la version 1960 du moteur V6 (65°).

La Scuderia Ferrari a engagé trois 156 F1 pour ses pilotes habituels, Phil Hill, Wolfgang von Trips et Richie Ginther. Dérivées de la 156P de formule 2 à châssis multitubulaire de la saison précédente, elles se caractérisent par une carrosserie assez longue (plus de quatre mètres) et très profilée, la première étudiée en soufflerie par le constructeur italien. Elles disposent de la dernière version du moteur 178 (V6 à 120°, 1 476 cm3, deux carburateurs Weber triple corps de 40 mm, double allumage) développant 190 chevaux à 9500 tr/min, développé par Carlo Chiti durant l'intersaison. La transmission est assurée par une boîte de vitesses à cinq rapports, couplée à un embrayage multidisque à sec. Le freinage est assuré par quatre freins à disques, montés dans les roues à l'avant, les deux disques arrière, accolés à la boîte, étant ventilés. L'ensemble pèse 460 kg à vide. De plus, la Scuderia a repris à son compte l'engagement de Équipe nationale belge pour Olivier Gendebien, prêtant au premier pilote de l'écurie wallonne (artisan de la victoire aux 24 Heures du Mans le week-end précédent) la 156 utilisée par Trips à Monaco. Dotée de la précédente version du moteur 178 (V6 à 65°, 1 481 cm3, deux carburateurs Weber triple corps de 38 mm), cette dernière s'avère un peu plus lourde (470 kg), sa puissance légèrement inférieure (180 chevaux à 9000 tr/min), avec des montées en régime moins franches et surtout un centre de gravité plus haut qui ne lui assure pas le même équilibre que les modèles V6 120°. 
- BRM P48/57 "Usine"

Ayant longtemps tergiversé avant de lancer l'étude de son futur moteur V8, l'écurie BRM se voit contrainte d'utiliser cette saison le moteur Climax FPF MkII. Dérivée de la P48 de 1960, la monoplace de transition a été baptisée P48/57. L'équipe a abandonné l'original système de freinage de sa devancière (deux disques à l'avant et disque monté sur l'arbre de transmission à l'arrière) pour adopter une solution plus classique, et surtout plus fiable, à quatre disques montés dans les porte-moyeux. La P48/57 pèse 470 kg à vide. Deux monoplaces ont été engagées, pour Graham Hill et Tony Brooks.
- Porsche 718 "Usine"

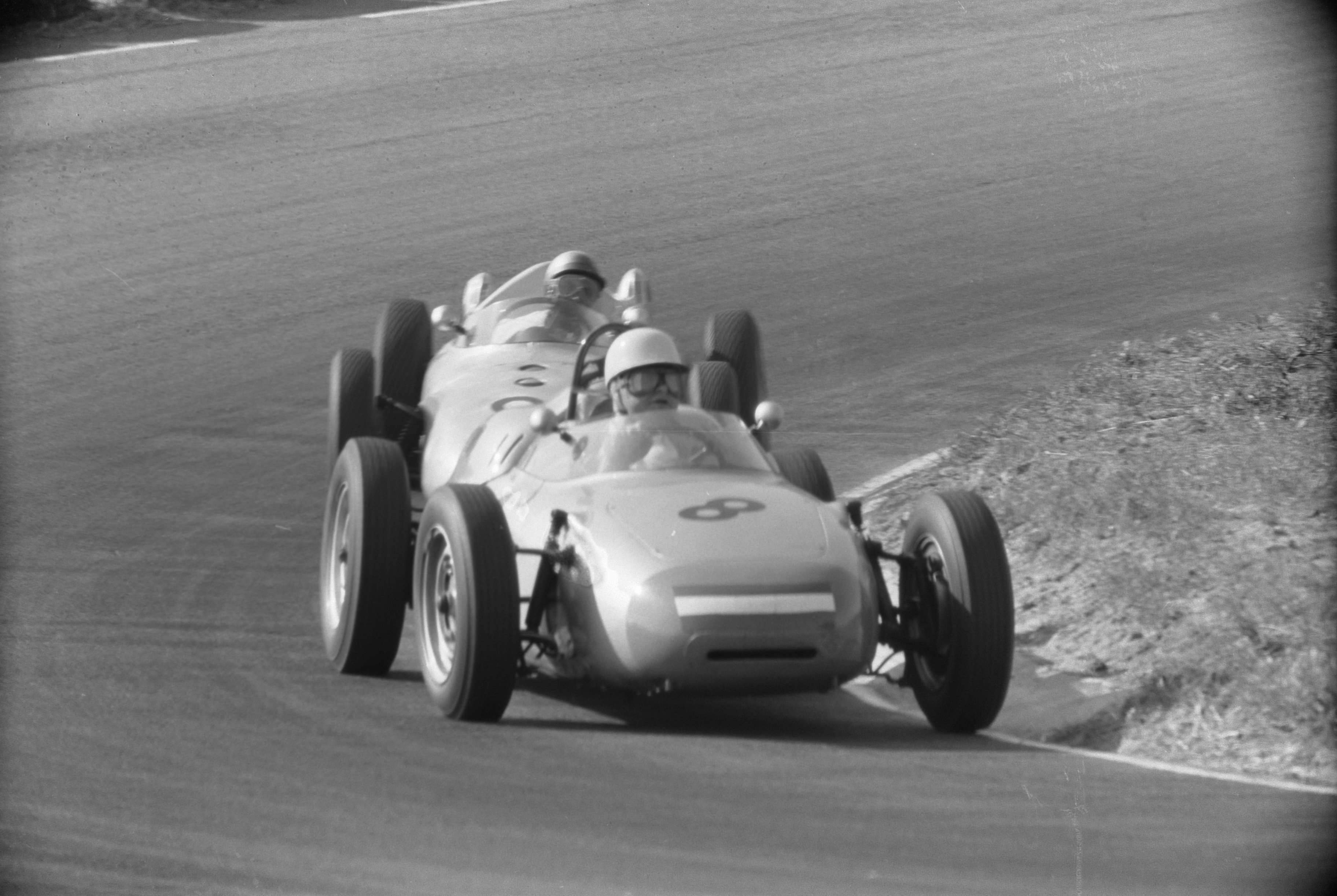
La Porsche 718 de Carel Godin de Beaufort.

Déçu par le comportement de ses modèles 787, le constructeur de Stuttgart a effectué un retour en arrière, s'appuyant désormais uniquement sur ses 718, utilisées avec succès les saisons précédentes en formule 2. Elles adoptent toutefois la suspension et le capot arrière de la 787. La marque a commencé l'étude d'un moteur huit cylindres à plat, mais celui-ci ne sera pas disponible avant un an. Dans l'attente, elle utilise toujours son moteur à quatre cylindres à plat refroidi par air, alimenté par un système d'injection mécanique Kugelfischer, d'une puissance de l'ordre de 170 chevaux à 9000 tr/min. La transmission fait appel à une boîte de vitesses à six rapports. Dernières monoplaces encore équipées de freins à tambours, les 718 pèsent environ 460 kg à sec. L'usine a préparé deux monoplaces, confiées à Joakim Bonnier et Dan Gurney.
- Porsche 718 privée

Le pilote néerlandais Carel Godin de Beaufort est présent au volant de sa Porsche 718, une ex voiture d'usine utilisée la saison précédente par Graham Hill pour les courses de formule 2. Contrairement aux 718 officielles, elle ne bénéficie pas des dernières évolutions et sa puissance est un peu moindre (165 chevaux).
- Emeryson MkI privées

L'Équipe nationale belge engage deux Emeryson MkI à moteur Maserati (quatre cylindres, 142 chevaux), voitures qu'elle a rachetées en début d'année à Paul Emery. Elles seront pilotées par Willy Mairesse et Lucien Bianchi.

## Coureurs inscrits

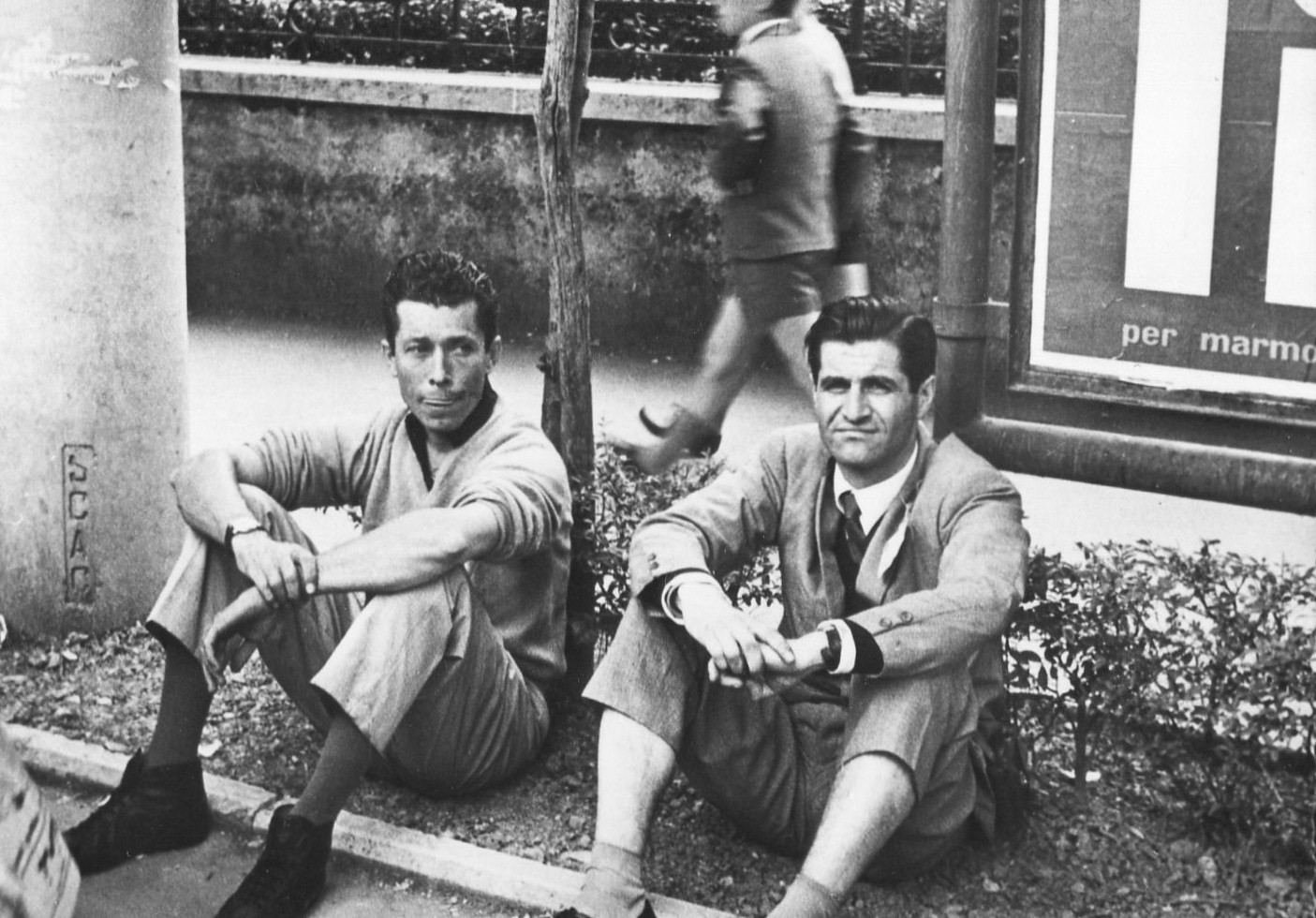
Olivier Gendebien (à gauche sur la photo) pilotera la quatrième Ferrari 156 sous les couleurs de l'Équipe nationale belge.

| no | Pilote                     | Écurie                     | Constructeur   | Modèle                | Moteur                                                 | Pneumatiques |
| -- | -------------------------- | -------------------------- | -------------- | --------------------- | ------------------------------------------------------ | ------------ |
| 2  | Wolfgang von Trips         | Ferrari SEFAC              | Ferrari        | Ferrari 156           | Ferrari 178 V6 (120°)                                  | D            |
| 4  | Phil Hill                  | Ferrari SEFAC              | Ferrari        | Ferrari 156           | Ferrari 178 V6 (120°)                                  | D            |
| 6  | Richie Ginther             | Ferrari SEFAC              | Ferrari        | Ferrari 156           | Ferrari 178 V6 (120°)                                  | D            |
| 8  | Olivier Gendebien          | Ferrari SEFAC              | Ferrari        | Ferrari 156           | Ferrari 178 V6 (65°)                                   | D            |
| 10 | Willy Mairesse             | Équipe nationale belge     | Emeryson Lotus | Emeryson MkI Lotus 18 | Maserati Tipo 6-1500 L4 Coventry Climax FPF MkI L4     | D            |
| 12 | Lucien Bianchi             | Équipe nationale belge     | Emeryson Lotus | Emeryson MkI Lotus 18 | Maserati Tipo 6-1500 L4 Coventry Climax FPF MkI L4     | D            |
| 14 | Stirling Moss              | Rob Walker Racing Team     | Lotus          | Lotus 18/21           | Coventry Climax FPF MkII L4                            | D            |
| 16 | Cliff Allison Henry Taylor | UDT Laystall Racing        | Lotus          | Lotus 18              | Coventry Climax FPF MkII L4                            | D            |
| 18 | Joakim Bonnier             | Porsche System Engineering | Porsche        | Porsche 718           | Porsche 547/3 F4                                       | D            |
| 20 | Dan Gurney                 | Porsche System Engineering | Porsche        | Porsche 718           | Porsche 547/3 F4                                       | D            |
| 22 | Carel Godin de Beaufort    | Ecurie Maarsbergen         | Porsche        | Porsche 718           | Porsche 547/3 F4                                       | D            |
| 24 | John Surtees               | Yeoman Credit Racing Team  | Cooper         | Cooper T53            | Coventry Climax FPF MkII L4                            | D            |
| 26 | Maurice Trintignant        | Scuderia Serenissima       | Cooper         | Cooper T51            | Maserati Tipo 6-1500 L4                                | D            |
| 28 | Jack Brabham               | Cooper Car Company         | Cooper         | Cooper T55            | Coventry Climax FPF MkII L4                            | D            |
| 30 | Bruce McLaren              | Cooper Car Company         | Cooper         | Cooper T55            | Coventry Climax FPF MkII L4                            | D            |
| 32 | Innes Ireland              | Team Lotus                 | Lotus          | Lotus 21              | Coventry Climax FPF MkII L4                            | D            |
| 34 | Jim Clark                  | Team Lotus                 | Lotus          | Lotus 21              | Coventry Climax FPF MkII L4                            | D            |
| 36 | Graham Hill                | Owen Racing Organisation   | BRM            | BRM P48/57            | Coventry Climax FPF MkII L4                            | D            |
| 38 | Tony Brooks                | Owen Racing Organisation   | BRM            | BRM P48/57            | Coventry Climax FPF MkII L4 Coventry Climax FPF MkI L4 | D            |
| 40 | Jackie Lewis               | H&L Motors                 | Cooper         | Cooper T53            | Coventry Climax FPF MkII L4                            | D            |
| 42 | Tony Marsh                 | Privé                      | Lotus          | Lotus 18              | Coventry Climax FPF MkI L4                             | D            |
| 44 | Masten Gregory             | Camoradi International     | Cooper         | Cooper T53            | Coventry Climax FPF MkII L4                            | D            |
| 46 | Lorenzo Bandini            | Scuderia Centro Sud        | Cooper         | Cooper T53            | Maserati Tipo 6-1500 L4                                | D            |
| 48 | Wolfgang Seidel            | Scuderia Colonia           | Lotus          | Lotus 18              | Coventry Climax FPF MkI L4                             | D            |
| 50 | Ian Burgess                | Camoradi International     | Lotus          | Lotus 18              | Coventry Climax FPF MkI L4                             | D            |

- La Ferrari numéro 8, bien qu'officiellement engagée par Ferrari SEFAC, a été prêtée par l'usine à l'Équipe nationale belge pour son premier pilote, Olivier Gendebien. Contrairement aux trois autres monoplaces de la marque, rouges, elle est peinte en jaune, couleur nationale de la Belgique[6].
- Après la casse du moteur Coventry Climax FPF MkII de sa BRM lors des essais, Tony Brooks a dû utiliser un moteur de rechange (version MKI) pour la course[14].

## Qualifications
Les séances qualificatives ont lieu le vendredi soir et le samedi après-midi précédant la course. Malgré le grand nombre d'inscrits (vingt-cinq), les organisateurs de l'épreuve n'ont pas restreint le nombre de places sur la grille de départ, mais n'accorderont cependant une prime de départ qu'à seize pilotes présélectionnés (les deux premiers pilotes des équipes officielles, les pilotes de notoriété des écuries privées et les pilotes de l'Équipe nationale belge) et aux trois meilleurs des neuf autres. Les six pilotes exclus pourront choisir de partir (sans prime) ou déclarer forfait. L'équipe UDT Laystall Racing ne dispose que d'une seule monoplace (une Lotus 18) pour deux pilotes, ce sera donc le plus rapide entre Cliff Allison et Henry Taylor qui en obtiendra le volant pour la course.
- Pilotes bénéficiant d'office de la prime de départ :
- Wolfgang von Trips et Phil Hill, pilotes officiels (Ferrari)
- Olivier Gendebien, pilote de la Ferrari d'usine prêtée à l'Équipe nationale belge
- Willy Mairesse et Lucien Bianchi, pilotes de l'Équipe nationale belge
- Stirling Moss, pilote de notoriété du Rob Walker Racing Team
- Joakim Bonnier et Dan Gurney, pilotes officiels (Porsche)
- John Surtees, pilote de notoriété du Yeoman Credit Racing Team
- Maurice Trintignant, pilote de notoriété de la Scuderia Serenissima
- Jack Brabham et Bruce McLaren, pilotes officiels (Cooper)
- Innes Ireland et Jim Clark, pilotes officiels (Lotus)
- Graham Hill et Tony Brooks, pilotes officiels (BRM)

- Pilotes dont les trois plus rapides bénéficieront de la prime de départ :
- Richie Ginther, troisième pilote Ferrari
- Cliff Allison ou Henry Taylor (un seul engagement pour les deux), pilotes de l'équipe UDT Laystall Racing
- Carel Godin de Beaufort, pilote de l'Ecurie Maarsbergen
- Jackie Lewis, pilote de l'équipe H&L Motors
- Tony Marsh, pilote privé
- Masten Gregory et Ian Burgess, pilotes de la Scuderia Camoradi
- Lorenzo Bandini, pilote de la Scuderia Centro Sud
- Wolfgang Seidel, pilote de la Scuderia Colonia

### Première séance - vendredi 16 juin
Bien décidé à démontrer qu'il est plus véloce que son coéquipier, Allison part très vite dès le début de la séance d'essais du vendredi. Durant son tour de lancement, il aborde la courbe de Blanchimont trop rapidement et sort violemment de la route, terminant sa course dans un muret. Éjecté, le pilote britannique souffre d'une double fracture aux jambes, la voiture étant quant à elle détruite avant même que Taylor n'ait pu l'utiliser. La séance est longuement interrompue, le temps d’évacuer le pilote vers une clinique de Verviers et de déblayer la piste. Lorsque les essais reprennent, les Ferrari se mettent immédiatement en évidence, Wolfgang von Trips se montrant le plus rapide, bouclant son meilleur tour à 208 km/h de moyenne, reléguant ses coéquipiers Olivier Gendebien et Phil Hill à deux secondes.
| Pos. | Pilote                  | Écurie            | Temps        | Écart          |
| ---- | ----------------------- | ----------------- | ------------ | -------------- |
| 1    | Wolfgang von Trips      | Ferrari           | 4 min 04 s 0 |                |
| 2    | Olivier Gendebien       | Ferrari           | 4 min 05 s 8 | + 1 s 8        |
| 3    | Phil Hill               | Ferrari           | 4 min 06 s 3 | + 2 s 3        |
| 4    | Graham Hill             | BRM-Climax        | 4 min 07 s 6 | + 3 s 6        |
| 5    | Dan Gurney              | Porsche           | 4 min 08 s 4 | + 4 s 4        |
| 6    | John Surtees            | Cooper-Climax     | 4 min 09 s 1 | + 5 s 1        |
| 7    | Tony Brooks             | BRM-Climax        | 4 min 09 s 8 | + 5 s 8        |
| 8    | Richie Ginther          | Ferrari           | 4 min 10 s 5 | + 6 s 5        |
| 9    | Jack Brabham            | Cooper-Climax     | 4 min 12 s 2 | + 8 s 2        |
| 10   | Joakim Bonnier          | Porsche           | 4 min 12 s 3 | + 8 s 3        |
| 11   | Masten Gregory          | Cooper-Climax     | 4 min 13 s 5 | + 9 s 5        |
| 12   | Stirling Moss           | Lotus-Climax      | 4 min 14 s 3 | + 10 s 3       |
| 13   | Jackie Lewis            | Cooper-Climax     | 4 min 18 s 0 | + 14 s 0       |
| 14   | Carel Godin de Beaufort | Porsche           | 4 min 18 s 4 | + 14 s 4       |
| 15   | Bruce McLaren           | Cooper-Climax     | 4 min 22 s 9 | + 18 s 9       |
| 16   | Lorenzo Bandini         | Cooper-Maserati   | 4 min 26 s 8 | + 22 s 8       |
| 17   | Tony Marsh              | Lotus-Climax      | 4 min 26 s 8 | + 22 s 8       |
| 18   | Lucien Bianchi          | Emeryson-Maserati | 4 min 27 s 3 | + 23 s 3       |
| 19   | Willy Mairesse          | Emeryson-Maserati | 4 min 27 s 3 | + 23 s 3       |
| 20   | Wolfgang Seidel         | Lotus-Climax      | 4 min 33 s 0 | + 27 s 0       |
| 21   | Ian Burgess             | Lotus-Climax      | 4 min 57 s 2 | + 53 s 2       |
| 22   | Maurice Trintignant     | Cooper-Maserati   | 8 min 54 s 8 | + 4 min 50 s 8 |

### Deuxième séance - samedi 20 mai (après-midi)

La nuit de samedi à dimanche va être mise à profit par la Scuderia Ferrari pour réduire le carrossage négatif des quatre monoplaces engagées.

Durant les deux heures de la seconde séance de qualification, le samedi après-midi, les Ferrari confirment leur supériorité, Phil Hill établissant le meilleur temps de la journée à plus de 212 km/h de moyenne, devançant son coéquipier Wolfgang von Trips de huit dixièmes de seconde. Troisième sur la Ferrari prêtée à l'Équipe nationale belge, Olivier Gendebien complète la première ligne de la grille de départ. C'est John Surtees qui se montre le meilleur derrière les pilotes des monoplaces italiennes, réalisant le quatrième temps au volant de sa Cooper, à plus de six secondes et demie de Phil Hill. L'ex-motard est parvenu à battre d'un dixième de secondes Richie Ginther ; le troisième pilote de la Scuderia Ferrari, dont c'est la première apparition sur ce circuit, bénéficiera donc de la prime de départ, ainsi que Masten Gregory et Jackie Lewis, respectivement douzième et treizième sur leurs Cooper. Battu, Carel Godin de Beaufort décide néanmoins de prendre le départ le lendemain sur sa Porsche, tout comme Lorenzo Bandini sur sa Cooper, alors que Tony Marsh, Wolfgang Seidel et Ian Burgess (tous trois sur Lotus) préfèrent déclarer forfait.
L'Équipe nationale belge a dû trouver une solution de rechange : ses Emeryson manquent totalement de compétitivité, et après seulement quelques tours effectués ce samedi, Willy Mairesse et Lucien Bianchi refusent de continuer à les piloter, une rupture de châssis étant survenue sur l'une des deux monoplaces ! Aussi l'écurie prend-elle la décision de louer pour la course les Lotus 18 de Marsh et de Seidel une fois connue leur décision de renoncer à l'épreuve. L'équipe avait auparavant envisagé de louer le mulet du Team Lotus ; cependant, après quelques tours accomplis par Mairesse à son volant, Colin Chapman est revenu sur sa décision et a préféré garder sa Lotus 18 en réserve.
Préoccupé par la dégradation rapide des pneus des Ferrari durant ces essais (l'intérieur des pneus arrière s'usant anormalement vite), le directeur sportif de Dunlop, Vic Barlow, parvient à persuader l'ingénieur en chef Carlo Chiti de réduire le carrossage négatif du train arrière, qu'il juge excessif. Les modifications seront effectuées dans la nuit du samedi au dimanche par les techniciens et les mécaniciens de la Scuderia, !
| Pos. | Pilote                  | Écurie            | Temps        | Écart    |
| ---- | ----------------------- | ----------------- | ------------ | -------- |
| 1    | Phil Hill               | Ferrari           | 3 min 59 s 3 |          |
| 2    | Wolfgang von Trips      | Ferrari           | 4 min 00 s 1 | + 0 s 8  |
| 3    | Olivier Gendebien       | Ferrari           | 4 min 03 s 0 | + 3 s 7  |
| 4    | John Surtees            | Cooper-Climax     | 4 min 06 s 0 | + 6 s 7  |
| 5    | Richie Ginther          | Ferrari           | 4 min 06 s 1 | + 6 s 8  |
| 6    | Tony Brooks             | BRM-Climax        | 4 min 07 s 9 | + 8 s 6  |
| 7    | Stirling Moss           | Lotus-Climax      | 4 min 08 s 2 | + 8 s 9  |
| 8    | Joakim Bonnier          | Porsche           | 4 min 08 s 3 | + 9 s 0  |
| 9    | Jack Brabham            | Cooper-Climax     | 4 min 08 s 6 | + 9 s 3  |
| 10   | Masten Gregory          | Cooper-Climax     | 4 min 10 s 2 | + 10 s 9 |
| 11   | Dan Gurney              | Porsche           | 4 min 10 s 9 | + 11 s 6 |
| 12   | Jackie Lewis            | Cooper-Climax     | 4 min 11 s 1 | + 11 s 8 |
| 13   | Carel Godin de Beaufort | Porsche           | 4 min 16 s 7 | + 17 s 4 |
| 14   | Bruce McLaren           | Cooper-Climax     | 4 min 17 s 4 | + 18 s 1 |
| 15   | Jim Clark               | Lotus-Climax      | 4 min 17 s 7 | + 18 s 4 |
| 16   | Lorenzo Bandini         | Cooper-Maserati   | 4 min 19 s 0 | + 19 s 7 |
| 17   | Innes Ireland           | Lotus-Climax      | 4 min 20 s 0 | + 20 s 7 |
| 18   | Willy Mairesse          | Lotus-Climax      | 4 min 20 s 6 | + 21 s 3 |
| 19   | Maurice Trintignant     | Cooper-Maserati   | 4 min 21 s 4 | + 22 s 1 |
| 20   | Tony Marsh              | Lotus-Climax      | 4 min 23 s 2 | + 23 s 9 |
| 21   | Wolfgang Seidel         | Lotus-Climax      | 4 min 27 s 4 | + 28 s 1 |
| 22   | Ian Burgess             | Lotus-Climax      | 4 min 34 s 6 | + 35 s 3 |
| 23   | Lucien Bianchi          | Emeryson-Maserati | 4 min 49 s 3 | + 50 s 0 |

### Tableau final des qualifications
| Pos. | Pilote                  | Écurie            | Temps                                      | Écart    |
| ---- | ----------------------- | ----------------- | ------------------------------------------ | -------- |
| 1    | Phil Hill               | Ferrari           | 3 min 59 s 3                               |          |
| 2    | Wolfgang von Trips      | Ferrari           | 4 min 00 s 1                               | + 0 s 8  |
| 3    | Olivier Gendebien       | Ferrari           | 4 min 03 s 0                               | + 3 s 7  |
| 4    | John Surtees            | Cooper-Climax     | 4 min 06 s 0                               | + 6 s 7  |
| 5    | Richie Ginther          | Ferrari           | 4 min 06 s 1                               | + 6 s 8  |
| 6    | Graham Hill             | BRM-Climax        | 4 min 07 s 6                               | + 8 s 3  |
| 7    | Tony Brooks             | BRM-Climax        | 4 min 07 s 9                               | + 8 s 6  |
| 8    | Stirling Moss           | Lotus-Climax      | 4 min 08 s 2                               | + 8 s 9  |
| 9    | Joakim Bonnier          | Porsche           | 4 min 08 s 3                               | + 9 s 0  |
| 10   | Dan Gurney              | Porsche           | 4 min 08 s 4                               | + 9 s 1  |
| 11   | Jack Brabham            | Cooper-Climax     | 4 min 08 s 6                               | + 9 s 3  |
| 12   | Masten Gregory          | Cooper-Climax     | 4 min 10 s 2                               | + 10 s 9 |
| 13   | Jackie Lewis            | Cooper-Climax     | 4 min 11 s 1                               | + 11 s 8 |
| 14   | Carel Godin de Beaufort | Porsche           | 4 min 16 s 7                               | + 17 s 4 |
| 15   | Bruce McLaren           | Cooper-Climax     | 4 min 17 s 4                               | + 18 s 1 |
| 16   | Jim Clark               | Lotus-Climax      | 4 min 17 s 7                               | + 18 s 4 |
| 17   | Lorenzo Bandini         | Cooper-Maserati   | 4 min 19 s 0                               | + 19 s 7 |
| 18   | Innes Ireland           | Lotus-Climax      | 4 min 20 s 0                               | + 20 s 7 |
| 19   | Willy Mairesse          | Lotus-Climax      | 4 min 20 s 6                               | + 21 s 3 |
| 20   | Maurice Trintignant     | Cooper-Maserati   | 4 min 21 s 4                               | + 22 s 1 |
| 21   | Tony Marsh              | Lotus-Climax      | 4 min 23 s 2                               | + 23 s 9 |
| 22   | Lucien Bianchi          | Emeryson-Maserati | 4 min 27 s 3                               | + 28 s 0 |
| 23   | Wolfgang Seidel         | Lotus-Climax      | 4 min 27 s 4                               | + 28 s 1 |
| 24   | Ian Burgess             | Lotus-Climax      | 4 min 34 s 6                               | + 35 s 3 |
| -    | Cliff Allison           | Lotus-Climax      | pas de temps (accident en début de séance) |          |

## Grille de départ du Grand Prix
| 1re ligne | Pos. 1                       |                               | Pos. 2                      |                                 | Pos. 3                         |
|           | P. Hill Ferrari 3 min 59 s 3 |                               | Trips Ferrari 4 min 00 s 1  |                                 | Gendebien Ferrari 4 min 03 s 0 |
| 2e ligne  |                              | Pos. 4                        |                             | Pos. 5                          |                                |
|           |                              | Surtees Cooper 4 min 06 s 0   |                             | Ginther Ferrari 4 min 06 s 1    |                                |
| 3e ligne  | Pos. 6                       |                               | Pos. 7                      |                                 | Pos. 8                         |
|           | G. Hill BRM 4 min 07 s 6     |                               | Brooks BRM 4 min 07 s 9     |                                 | Moss Lotus 4 min 08 s 2        |
| 4e ligne  |                              | Pos. 9                        |                             | Pos. 10                         |                                |
|           |                              | Bonnier Porsche 4 min 08 s 3  |                             | Gurney Porsche 4 min 08 s 4     |                                |
| 5e ligne  | Pos. 11                      |                               | Pos. 12                     |                                 | Pos. 13                        |
|           | Brabham Cooper 4 min 08 s 6  |                               | Gregory Cooper 4 min 10 s 2 |                                 | Lewis Cooper 4 min 11 s 1      |
| 6e ligne  |                              | Pos. 14                       |                             | Pos. 15                         |                                |
|           |                              | Beaufort Porsche 4 min 16 s 7 |                             | McLaren Cooper 4 min 17 s 4     |                                |
| 7e ligne  | Pos. 16                      |                               | Pos. 17                     |                                 | Pos. 18                        |
|           | Clark Lotus 4 min 17 s 7     |                               | Bandini Cooper 4 min 19 s 0 |                                 | Ireland Lotus 4 min 20 s 0     |
| 8e ligne  |                              | Pos. 19                       |                             | Pos. 20                         |                                |
|           |                              | Mairesse Lotus 4 min 20 s 6   |                             | Trintignant Cooper 4 min 21 s 4 |                                |
| 9e ligne  |                              |                               | Pos. 21                     |                                 |                                |
|           |                              |                               | Bianchi Lotus 4 min 27 s 3  |                                 |                                |

## Déroulement de la course
Le départ de la course est donné le dimanche après-midi, sous un ciel nuageux. S'élançant de l'intérieur de la troisième ligne, Graham Hill surprend tous ses adversaires lors du baisser du drapeau, plaçant sa BRM en tête à l'approche du Raidillon devant la Ferrari de Phil Hill et la Cooper de John Surtees. La BRM vire en tête mais dans la montée Phil Hill se colle à elle et dans les bois de Burnenville la puissante Ferrari s'empare de la première place. Au cours de ce premier tour, les trois autres Ferrari pilotées par Olivier Gendebien, Richie Ginther et Wolfgang von Trips vont également dépasser la BRM. Gendebien prend momentanément la tête de la course mais à l'épingle de La Source Phil Hill reprend le commandement. Il repasse le premier devant les stands, suivi de près par ses coéquipiers Gendebien, Ginther et Trips. Quelques secondes plus tard viennent Surtees et Graham Hill. Les quatre Ferrari restent groupées au deuxième tour, au cours duquel Trips dépasse Ginther ; en abordant le virage de La Source pour la seconde fois, Gendebien plonge à l'intérieur et reprend la première place, sous les ovations du public. Le pilote belge ne reste que quelques kilomètres en tête avant d'être doublé à nouveau par son coéquipier américain. Pendant quelques tours les deux hommes vont continuellement échanger leurs positions, Trips restant dans leurs roues. Ginther, qui dispute sa première course sur ce circuit, est maintenant isolé à la quatrième place, tandis que Graham Hill et Surtees sont en pleine bagarre pour la cinquième. Plus loin, la septième place est également très disputée entre la Cooper de Jack Brabham et les Porsche de Joakim Bonnier et Dan Gurney.
Prenant quelques risques, Gendebien est en tête aux sixième et septième tours, mais ne peut longtemps résister à ses coéquipiers Phil Hill et Trips, dont les monoplaces sont un peu plus puissantes et disposent d'une meilleure tenue de route. Se souvenant de la réflexion de Trips avant le départ, lui recommandant de ne pas tenter le tout pour le tout avec une voiture moins performante, il décide alors de lever sagement le pied. Il rétrograde bientôt en troisième position, laissant ses deux coéquipiers se battre pour la première place. Au tiers de la course, Trips est au commandement, mais l'écart sur Hill n'est que de deux dixièmes de seconde. Gendebien a légèrement ralenti, comptant désormais une douzaine de secondes de retard, et Ginther commence à revenir sur lui. À plus d'une demi-minute de la quatrième Ferrari, Graham Hill et Surtees bataillent ferme pour la cinquième place, une quinzaine de secondes devant les deux Porsche de Gurney et Bonnier, qui encadrent la Cooper de Brabham.
Ginther est maintenant en pleine confiance sur ce tracé. Il remonte rapidement sur Gendebien et le passe imparablement au douzième tour, alors que Brabham abandonne dans un nuage de fumée, moteur explosé. Phil Hill a repris la tête et, à la mi-course, l'Américain a porté son avance sur Trips à deux secondes et demie. Ginther, qui tourne de plus en plus vite, a rapidement distancé Gendebien. Ce dernier précède d'une demi-minute Graham Hill et Surtees, toujours en pleine bagarre pour la cinquième place. Quinze secondes plus loin viennent les Porsche de Gurney et Bonnier, qui roulent de concert, alors que Stirling Moss, isolé à la neuvième place, se bat avec une Lotus peu compétitive. Au vingtième tour, alors que Ginther vient de réaliser la meilleure performance de la journée à plus de 211,5 km/h de moyenne, Romolo Tavoni, directeur sportif de la Scuderia Ferrari, s'inquiète du rythme élevé adopté par ses pilotes et décide de figer les positions. Trips occupe alors le commandement de la course, mais c'est Phil Hill qui a le plus souvent mené, aussi la consigne affichée sera-t-elle Hill premier, Trips second, Ginther troisième et Gendebien quatrième. Graham Hill vient d'effectuer un long arrêt à son stand à cause d'une sortie d'échappement endommagée, laissant Surtees isolé à la cinquième place, à bonne distance devant Gurney et Bonnier.
Dès lors, la course est jouée, même si Phil Hill et Trips, toujours roues dans roues, vont à quelques reprises encore échanger leurs places avant de passer la ligne d'arrivée, toujours groupés, dans l'ordre imposé par leur équipe. Ginther termine à une vingtaine de seconde derrière ses coéquipiers, Gendebien venant vingt-cinq secondes derrière lui. Surtees termine cinquième, ayant accompli une excellente performance sur sa Cooper privée, alors que chez Porsche c'est finalement Gurney qui s'octroie la sixième place, Bonnier ayant ralenti dans les derniers tours, disputés sous une légère averse.

### Classements intermédiaires
Classements intermédiaires des monoplaces aux premier, deuxième, troisième, cinquième, septième, dixième, quinzième, vingtième et vingt-cinquième tours,.

### Classement de la course

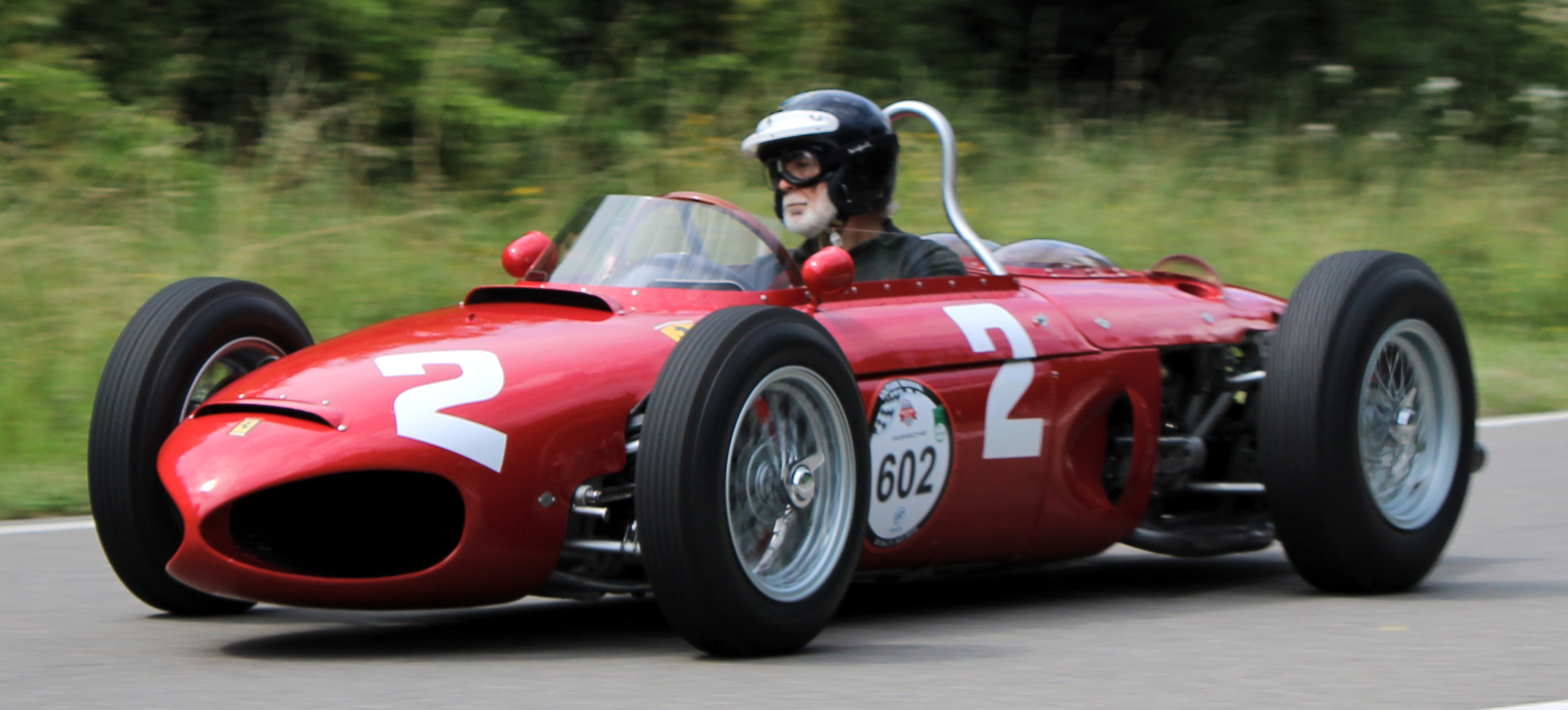
Totale domination des Ferrari 156 (ici lors d'une course historique), qui emmenées par Phil Hill s'adjugent les quatre premières places à Francorchamps.

| Pos  | No | Pilote                  | Écurie          | Tours | Temps/Abandon                | Grille | Points |
| ---- | -- | ----------------------- | --------------- | ----- | ---------------------------- | ------ | ------ |
| 1    | 4  | Phil Hill               | Ferrari         | 30    | 2 h 03 min 03 s 8            | 1      | 9      |
| 2    | 2  | Wolfgang von Trips      | Ferrari         | 30    | + 0 s 7                      | 2      | 6      |
| 3    | 6  | Richie Ginther          | Ferrari         | 30    | + 19 s 5                     | 5      | 4      |
| 4    | 8  | Olivier Gendebien       | Ferrari         | 30    | + 45 s 6                     | 3      | 3      |
| 5    | 24 | John Surtees            | Cooper-Climax   | 30    | + 1 min 26 s 8               | 4      | 2      |
| 6    | 20 | Dan Gurney              | Porsche         | 30    | + 1 min 31 s 0               | 10     | 1      |
| 7    | 18 | Jo Bonnier              | Porsche         | 30    | + 2 min 47 s 1               | 9      |        |
| 8    | 14 | Stirling Moss           | Lotus-Climax    | 30    | + 3 min 55 s 6               | 8      |        |
| 9    | 40 | Jackie Lewis            | Cooper-Climax   | 29    | + 1 tour                     | 13     |        |
| 10   | 44 | Masten Gregory          | Cooper-Climax   | 29    | + 1 tour                     | 12     |        |
| 11   | 22 | Carel Godin de Beaufort | Porsche         | 28    | + 2 tours                    | 14     |        |
| 12   | 34 | Jim Clark               | Lotus-Climax    | 24    | + 6 tours                    | 16     |        |
| 13   | 38 | Tony Brooks             | BRM-Climax      | 24    | + 6 tours                    | 7      |        |
| Abd. | 36 | Graham Hill             | BRM-Climax      | 24    | Allumage                     | 6      |        |
| Abd. | 26 | Maurice Trintignant     | Cooper-Maserati | 23    | Boîte de vitesses            | 20     |        |
| Abd. | 46 | Lorenzo Bandini         | Cooper-Maserati | 20    | Roulement de roue            | 17     |        |
| Abd. | 28 | Jack Brabham            | Cooper-Climax   | 12    | Moteur                       | 11     |        |
| Abd. | 30 | Bruce McLaren           | Cooper-Climax   | 9     | Allumage                     | 15     |        |
| Abd. | 32 | Innes Ireland           | Lotus-Climax    | 9     | Moteur                       | 18     |        |
| Abd. | 12 | Lucien Bianchi          | Lotus-Climax    | 9     | Fuite d'huile                | 21     |        |
| Abd. | 10 | Willy Mairesse          | Lotus-Climax    | 7     | Allumage                     | 19     |        |
| Np.  | 42 | Tony Marsh              | Lotus-Climax    |       | Forfait (prime non payée)    |        |        |
| Np.  | 48 | Wolfgang Seidel         | Lotus-Climax    |       | Forfait (prime non payée)    |        |        |
| Np.  | 50 | Ian Burgess             | Lotus-Climax    |       | Forfait (prime non payée)    |        |        |
| Np.  | 16 | Cliff Allison           | Lotus-Climax    |       | Accident aux essais          |        |        |
| Np.  | 16 | Henry Taylor            | Lotus-Climax    |       | voiture détruite par Allison |        |        |

- Légende : Abd.=Abandon - Np.=Non partant

### Pole position et record du tour
- Pole position :  Phil Hill en 3 min 59 s 3 (vitesse moyenne : 212,119 km/h). Temps réalisé lors de la séance d'essais du samedi 17 juin[15].
- Meilleur tour en course :  Richie Ginther en 3 min 59 s 8 au vingtième tour (vitesse moyenne : 211,676 km/h).

### Tours en tête
- Phil Hill : 20 tours (1 / 3-5 / 8 / 11-13 / 15 / 17-18 / 21-23 / 25-30)
- Olivier Gendebien : 3 tours (2 / 6-7)
- Wolfgang von Trips : 7 tours (9-10 / 14 / 16 / 19-20 / 24).

## Classement général à l'issue de la course
- Attribution des points : 9, 6, 4, 3, 2, 1 respectivement aux six premiers de chaque épreuve.
- Pour la coupe des constructeurs, même barème à l'exception de la première place (8 points au lieu de 9) et seule la voiture la mieux classée de chaque équipe inscrit des points.
- Seuls les cinq meilleurs résultats sont comptabilisés.
- Le règlement permet aux pilotes de se relayer sur une même voiture, les points éventuellement acquis étant alors perdus pour pilotes et constructeur[15].
- Sur neuf épreuves qualificatives prévues pour le championnat du monde 1961, huit seront effectivement courues, le Grand Prix du Maroc (programmé le 29 octobre) ayant été annulé en cours de saison pour raisons financières[15].

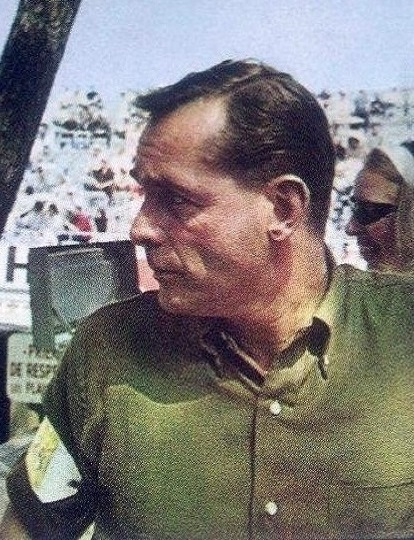
Sa victoire en Belgique permet à Phil Hill de prendre la tête du championnat du monde.

| Pos. | Pilote             | Écurie  | Points | MON | NL | BEL | FRA | GBR | ALL | ITA | USA | MAR |
| ---- | ------------------ | ------- | ------ | --- | -- | --- | --- | --- | --- | --- | --- | --- |
| 1    | Phil Hill          | Ferrari | 19     | 4   | 6  | 9   |     |     |     |     |     |     |
| 2    | Wolfgang von Trips | Ferrari | 18     | 3   | 9  | 6   |     |     |     |     |     |     |
| 3    | Stirling Moss      | Lotus   | 12     | 9   | 3  | -   |     |     |     |     |     |     |
|      | Richie Ginther     | Ferrari | 12     | 6   | 2  | 4   |     |     |     |     |     |     |
| 5    | Jim Clark          | Lotus   | 4      | -   | 4  | -   |     |     |     |     |     |     |
| 6    | Olivier Gendebien  | Ferrari | 3      | -   | -  | 3   |     |     |     |     |     |     |
|      | Dan Gurney         | Porsche | 3      | 2   | -  | 1   |     |     |     |     |     |     |
| 8    | John Surtees       | Cooper  | 2      | -   | -  | 2   |     |     |     |     |     |     |
| 9    | Bruce McLaren      | Cooper  | 1      | 1   | -  | -   |     |     |     |     |     |     |
|      | Jack Brabham       | Cooper  | 1      | -   | 1  | -   |     |     |     |     |     |     |

| Pos. | Écurie        | Points | MON | NL | BEL | FRA | GBR | ALL | ITA | USA | MAR |
| ---- | ------------- | ------ | --- | -- | --- | --- | --- | --- | --- | --- | --- |
| 1    | Ferrari       | 22     | 6   | 8  | 8   |     |     |     |     |     |     |
| 2    | Lotus-Climax  | 12     | 8   | 4  | -   |     |     |     |     |     |     |
| 3    | Cooper-Climax | 4      | 1   | 1  | 2   |     |     |     |     |     |     |
| 4    | Porsche       | 3      | 2   | -  | 1   |     |     |     |     |     |     |

## À noter
- 2e victoire en championnat du monde pour Phil Hill.
- 32e victoire en championnat du monde pour Ferrari en tant que constructeur.
- 32e victoire en championnat du monde pour Ferrari en tant que motoriste.